# 시마네현 제1구
시마네현 제1구(일본어: 島根県第1区)는 일본의 중의원 선거구이다. 

## 역사
1994년 공직선거법 개정으로 신설되었다. 2002년 공직선거법이 개정되어 구역 변동이 있었다.

## 지역
- 마쓰에시
- 야스기시
- 운난시 일부 (옛 오하라군 지역, 2002년 변동)
- 이즈모시 일부 (옛 히라타시 지역, 2002년 변동)
- 니타군
- 오키군

## 역대 의원
| 선거          | 정당 | 정당       | 의원            |
| ------------- | ---- | ---------- | --------------- |
| 1996년 제41회 |      | 자유민주당 | 호소다 히로유키 |
| 2000년 제42회 |      | 자유민주당 | 호소다 히로유키 |
| 2003년 제43회 |      | 자유민주당 | 호소다 히로유키 |
| 2005년 제44회 |      | 자유민주당 | 호소다 히로유키 |
| 2009년 제45회 |      | 자유민주당 | 호소다 히로유키 |
| 2012년 제46회 |      | 자유민주당 | 호소다 히로유키 |
| 2014년 제47회 |      | 자유민주당 | 호소다 히로유키 |
| 2017년 제48회 |      | 자유민주당 | 호소다 히로유키 |
| 2021년 제49회 |      | 자유민주당 | 호소다 히로유키 |
| 2024년 보궐   |      | 입헌민주당 | 가메이 아키코   |
| 2024년 제50회 |      | 입헌민주당 | 가메이 아키코   |

## 역대 선거 결과

### 1996년 (제41회)
|  | 52.12% |

|  | 32.78% |

|  | 15.10% |

### 2000년 (제42회)
|  | 50.92% |

|  | 25.63% |

|  | 17.63% |

|  | 5.83% |

### 2003년 (제43회)
|  | 61.02% |

|  | 31.61% |

|  | 7.37% |

### 2005년 (제44회)
|  | 60.52% |

|  | 28.64% |

|  | 6.17% |

|  | 4.67% |

### 2009년 (제45회)
|  | 57.19% |

|  | 37.69% |

|  | 4.16% |

|  | 0.96% |

### 2012년 (제46회)
|  | 64.67% |

|  | 27.19% |

|  | 8.14% |

### 2014년 (제47회)
|  | 64.26% |

|  | 24.55% |

|  | 11.19% |

### 2017년 (제48회)
|  | 59.40% |

|  | 40.60% |

### 2021년 (제49회)
|  | 56.02% |

|  | 41.31% |

|  | 2.67% |

### 2024년 (제49회 보궐)
|  | 58.82% |

|  | 41.18% |

### 2024년 (제50회)
|  | 51.08% |

|  | 43.96% |

|  | 4.96% |

## 같이 보기
- 돗토리현·시마네현 선거구